# Semiothisa crepuscularia
Semiothisa crepuscularia là một loài bướm đêm trong họ Geometridae.